# Megacythere
Megacythere is een geslacht van kreeftachtigen uit de klasse van de Ostracoda (mosselkreeftjes).

## Soorten
- Megacythere costata Hartmann, 1957
- Megacythere edwardsi Kontrovitz, 1978 †
- Megacythere meridionalis (Bold, 1946) Bold, 1961 †
- Megacythere moresiana (Stephenson, 1935) Puri, 1960 †
- Megacythere punctocostata Swain, 1967
- Megacythere repexa Garbett & Maddocks, 1979
- Megacythere robusta Puri, 1960
- Megacythere stevensoni (Puri)
- Megacythere striata (Puri, 1954) Puri, 1960
- Megacythere taiwanica Hu, 1981 †
- Megacythere twofoldbayensis